# それゆけ!ゴロッキーズ
『それゆけ!ゴロッキーズ』は、2003年9月29日から12月26日までテレビ東京・テレビ北海道で放送されていた深夜の10分間の帯番組である。基本的に平日（月曜深夜 - 金曜深夜）の24:50からの放送であるが、繰り下げになることもあった。エス・エス・エム制作。製作著作はテレビ東京、テレビ東京ミュージック。

## 番組概要
ゴロッキーズとは、モーニング娘。の第5期メンバーと第6期メンバーを合わせた場合の呼称である。2003年夏に行われたハロー!プロジェクトコンサートでのMCで、第1期メンバーから第4期メンバーで構成されたネーサンズとゴロッキーズが対戦するゲームが行われたが、それがゴロッキーズと言う呼称の原点と思われる。
出演者は、その名の通りモーニング娘。の第5期、第6期メンバーだが、全員が毎回出演する訳ではない。特に小川麻琴と藤本美貴の出演頻度が高く、高橋愛と新垣里沙の出演頻度が低かった。また、吉澤ひとみの出演頻度は、第4期メンバー（ヨンキーズ）で準レギュラーであったにもかかわらず、前出の出演頻度の低い2人を凌駕する。及び、ほんの数回ではあったが、第1期メンバー（イッキーズ）の飯田圭織も出演した。更に、放送終了後に発売されたDVDには、未公開映像の中に石川梨華も登場する。
ケンドーコバヤシや友近と言った吉本興業所属の芸人が、MCとして声だけ出演を行った。この時間帯の帯番組での同一スタイルの番組での共通点と言える。それゆけ!ゴロッキーズの以前に放送された「セクシー女塾」では主に友近がMCを務め、以後に放送された魔女っ娘。梨華ちゃんのマジカル美勇伝ではケンドーコバヤシらがMCを務めた。
番組内容は、ライブハウスGOROに集うゴロッキーズに対して、マスター五郎や明美ママらが人生の何たるかを教えるというもの。と言っても、教える方法は様々なゲームである。
ゲームに入る前にちょっとしたコントが有る。コント用の衣裳やセットが有る訳ではないので、決して本格的なコントではない。総集編でケンドーコバヤシが触れる様に、コントでの小川麻琴の活躍は顕著であった。
放送開始より12月5日迄はライブハウスGOROのセットが使用された。12月8日のセットチェンジから放送終了迄は、紺野あさ美の部屋のセットになった。同一セットの間は、吉澤ひとみ以外は衣裳が変わらない。吉澤ひとみは仕事を転々としている?設定であり、衣裳はタクシー運転手やバイク便等がある。何かを運転している仕事の衣裳である。

## 出演者
- 高橋愛
- 紺野あさ美
- 小川麻琴
- 新垣里沙
- 藤本美貴
- 亀井絵里
- 道重さゆみ
- 田中れいな
- 吉澤ひとみ（準レギュラー）
- 飯田圭織（ゲスト）
- 石川梨華（DVDのみ）

### MC
- ケンドーコバヤシ マスター五郎
- 友近 ママ明美
- 林克治（カリカ） バイトのミツル
- 高橋茂雄（サバンナ） 明美の甥・キー坊（小3）
- 河本準一（次長課長） 寿司屋の大将・こうちゃん

## スタッフ
- 企画：山﨑直樹
- 構成：松本真一、渡辺鐘、野々村友紀子
- 撮影：西村幸時（光学堂）
- 照明：森浦良太（童夢）
- 美術：木村文洋（フジアール）
- スタイリスト：樋口栄子
- ヘアメイク：竹邑事務所
- VTR編集：土田しげお（東通AVセンター）
- 音効：久坂恵紹（戯音工房）
- CG：鬼軍曹
- 演出補：佐々木誠・浅原和博（エス・エス・エム）
- 演出：笹部香
- AP：長谷川理江（エス・エス・エム）、新潟竜大（テレビ東京ミュージック）
- プロデューサー：両角誠（エス・エス・エム）/井関勇人（テレビ東京）、北島英光（テレビ東京ミュージック）
- 企画協力：hachama、PICCOLO TOWN
- 制作協力：エス・エス・エム、アップフロントエージェンシー（現：アップフロントプロモーション）
- 製作：テレビ東京、テレビ東京ミュージック

## DVD
1. それゆけ!ゴロッキーズ ハッピーライフ〜上巻（2004年7月22日）
2. それゆけ!ゴロッキーズ ハッピーライフ〜下巻（2004年7月22日）
3. それゆけ!ゴロッキーズ ハッピーライフ EXTRA（2004年12月8日）